# Александар Михајловић Вили
Александар Саша Михајловић – Вили (Београд, 18. март 1907 — Београд, 1. мај 1945) био је мајор Југословенске војске, шеф београдских илегалаца, командант групе београдских корпуса током Другог светског рата од 1943. до 1945. године у Југословенској војсци у отаџбини.

## Биографија
Александар је рођен у Београду 18. марта 1907. године у учитељској породици. Након завршетка основне школе и гимназије уписује Нижу школу Војне академије (52. класа) 1923. године. По завршетку 1926. године, произведен је за пешадијског потпоручника Југословенске Краљевске војске, да бих након тога уписао и Вишу школу Војне академије коју је такође завршио. Између два рата службовао је у 18. пешадијском пуку чији је командант био пуковник (потоњи армијски генерал) Димитрије Живковић. До Другог светског рата вршио је све команде дужности према формацијском степену и рат је дочекао са чином мајора. Након Априлског рата и слома Југословенске војске прикључује се покрету пуковника Драже Михаиловића. Тада постаје један од најистакнутијих београдских илегалаца током рата. Илегални рад започиње 4. јула 1941. године када окупља београдске омладинце у ЈВуО под командом мајора Жарка Тодоровића Валтера. Као убачени шпијун пролећа 1942. приступио Српској жандармерији и Српској државној стражи. Задатак му је био обавештајни рад. У том периоду је живео код родитеља а након откривања био је принуђен да често мења локације. Пролећа 1942. године, био је постављен за Војног штаба Команде Београда при ЈВуО. Дана 28. јуна, добио је титулу четничког војводе авалског. Крајем исте године преузима команду и над Цивилним штабом.

Командант команде Београда постаје марта 1943, када је Гестапо ухапсио дотадашњег команданта. Имао је развијену јаку обавештајну службу, која је давала логистику и агенту Интелиџенс сервиса др Ивану Попову, убаченом у Гестапо. Сарађујући са Иваном добијао је информације о немачким војним тајнама, укључујући и кретање железничких и речних транспорта те о томе извештавао свог претпостављеног армијског генерала Дражу Михаиловића, а он те информације је даље прослеђивао Западним савезницима. Такође је поједине информације добијао из специјалне полиције и владе народног спаса а врбовао је и неке Немце да одају тајне. Током рата био је један од најтраженијих особа немачког Гестапоа али они нису никада успели да му уђу у траг. О свим немачким акцијама против ЈВуО такође је обавештавао Михаиловића. Организовао је снабдевање одеће за припадника ЈВуО. Најзначајније су његове саботаже железнице, због чега су Немци повећавали број обезбеђења. Помогао је породице својих палих сабораца у борбама за ослобођење, прилозима скупљених донацијама од индустријалаца и трговаца. Лета 1943. створио је јаку илегалну мрежу од око 5000 илегалаца. Опрема им је обухватала и четири добро скривене радио станице. Пролећа 1944. постаје командант Београдске групе корпуса, која је поред илегалних београдских корпуса обухватала и Авалски корпус. Лично је организовао смештај за избеглице и грађане Београда током неколико месеци савезничких бомбардовања током 1944. године. Организовао је атентате на истакнуте квислинге и немачке војнике из колоне које су се преко Београда повлачиле из Грчке. Након ослобођења Београда 20. октобра 1944. године, заједно са осталим јединицама се повлачи у Босну.
Дана 4. фебруара 1945. године, налазио се на челу групе од двадесетак добровољаца која је из Модриче кренула за Београд, који је тад био ослобођен од стране партизана. Задатак им је био да ступе у контакт са преосталим радио станицама и наставе обавештајни рад у новонасталој ситуацији. Уз помоћ једног индустријалца набавља лажне исправе, авионске карте, униформе и војни аутомобил ЈА. На путу за стари аеродром упао је заседу ОЗН-е, међутим успео је да побегне потери до Савског моста где је и погинуо 1. маја 1945. године. Идентификован је тек после пет дана и све радио станице су известиле о његовој смрти.

## Занимљивости
Његове акције тј. потере Гестапоа за београдским четничким илегалцима, њиховим радио станицама, итд, овековечили у ТВ серији Отписани Његов надимак је додељен Немцу у седмој епизоди серијала Повратак Отписаних.